# Die Verschwörung zu Genua
Die Verschwörung zu Genua, oftmals mit der Namensvoranstellung Fiesco bedacht, ist ein 1920 entstandenes, deutsches Stummfilmdrama von Paul Leni mit großer Starbesetzung.

## Handlung
Genua zur Zeit der Spätrenaissance, im Jahr 1547. Fiesco, der Graf von Lavagna, plant den Sturz des alten, sich wie ein allmächtiger Alleinherrscher gerierender und regierenden Dogen von Genua, Andrea Doria. Dazu ist ihm keine Palastintrige zu abgefeimt und jedes Mittel recht. Selbst der verführerischen Nichte des Dogen, Gräfin Julia Imperiali, wird eine Rolle in seinem Schurkenstück zugedacht. Fiescos treuester Verbündeter ist Verrino, der durch den geplanten Putsch den Republikgedanken durchsetzen und die tyrannische Allmacht beenden möchte. Schließlich kommt es zur allgemeinen Aufruhr, eine erregte Masse, die Bürger Genuas, stürmt die weiß schimmernden Stufen zu dem prachtvollen Tor des Dogenpalastes hinauf. Ein Schrei ertönt, und der Pöbel ist nicht mehr zu halten und stürmt mit revolutionärem Gebrüll gegen die Festung, die einzig noch von einer treu ergebenen Schweizergarde verteidigt wird. Der Doge ist abgetaucht, stattdessen erscheint dessen Neffe, der verhasste Gianettino Doria, zugleich Erbe und Kronprinz. Eine Mauer des Protestes aus den winkeligen Gassen der von überall herströmenden Menschenmassen schwillt ihm entgegen. 
Man wirft dem Herrscher vor, die Verfassung gebrochen zu haben und fürchtet, dass dem Alten bald der als skrupelloser und noch schlimmerer Tyrann gefürchtete Neffe mit Anspruch auf die Dogenwürde folgen könnte. Unter dem Schutz der Bajonette seiner Leibgarde steigt Gianettino die Treppe hinab. Eine ehrwürdige Gestalt, der vom Volk verehrte Verrino, löst sich aus der Masse und tritt dem Dogenanwärter mutig entgegen. Tausende Hände recken sich zum blauen Himmel Genuas empor und stärken dem republikanischen Herausforderer dadurch moralisch den Rücken. Was Verrino jedoch nicht ahnt, ist, dass Fiesco längst sein eigenes Spiel spielt. Dieser plant nicht im mindesten, die Herrschaft dem Volke zurückzugeben und die Tyrannei zu beenden. Vielmehr gedenkt er, den einen Tyrannen durch den anderen, nämlich sich selbst, auszutauschen und neuer Alleinherrscher über Genua zu werden. Als Verrino von Fiescos finsteren Machenschaften erfährt, stürzt er den Verräter seiner und des Volkes Ideale ins Meer und in den Tod. Der alte, abgesetzte Doge erhält sein Amt zurück, vom schnell vergessenden Volk umjubelt.

## Produktionsnotizen
Die Verschwörung zu Genua entstand im Herbst 1920. Der Sechsakter mit einer Länge von 2505 Metern passierte die Filmzensur am 23. Februar 1921 und wurde mit Jugendverbot belegt. Die feierliche Uraufführung des von der UFA verliehenen Films fand am 25. Februar 1921 im Ufa-Palast am Zoo statt.
Regisseur Leni entwarf darüber hinaus auch die Filmbauten, die von Karl Görge ausgeführt wurden. Ernő Metzner kreierte die Kostüme.

## Kritiken
„Ein kühnes, großartig geschautes Bild […] Es ist eines von den vielen großen, die der Gloriafilm Die Verschwörung zu Genua entrollen wird. In unseren Tagen heißersehnter Erneuerung wird dieses Renaissancestück getragen vom Brausen, Kämpfen und Leiden der Gegenwart und kehrt aufs neue, das alles Gewesene fortwirft durch die Jahrhunderte, sich erneuert unter anderen Bedingungen und in ähnlichen Formen. Schiller wies diesem Film die dramatische Aktion. […] So sah der Regisseur Paul Leni jene Renaissancepolitik in Genua, die in die Verschwörung des klugen Demagogen Fiesco von Lavagna mündet. In festlichen Palästen werden tragische Intrigen gesponnen, die schöne Gräfin Imveriali spielt Liebe und wird, Törin und Betörte, selbst der wichtigste Stein in dem kühnen Spiel des ehrgeizigen Lavagna. Und eine andere Frau leidet, sie weiß nichts von den dunklen Wegen der Politik, und ein keusches Mädchen wird Sinnbild des geschändeten Genuas. Einzelschicksal weitet sich zum Weltgeschehen. Diese Stadt ist unsere Welt, die Kämpfe sind unser Kampf – doch nichts ist Tendenz, nichts Parteinahme. Wenn die ewig über alle guten und bösen Tage strahlende Sonne aufgeht über dem phantastisch weiten Hafen von Genua, dann ist kein Jubel über sie zu Ende: nur Sehnsucht nach Friede, der Wille einander zu verstehen, ohne Haß, ohne Streit, ohne Bürgerkrieg. Der Abglanz einer farbigen, verrauschten Zeit lebt hier in bannenden Bildern. Und in die Musik der Gegenwart strömt die Melodie der Vergangenheit – und läßt uns aufhorchen und nachdenklich werden.“

„Ein Film, wie er nur von einem Maler, einem bildenden Künstler geschaffen werden konnte. Eine Antwort auf die vielumstrittene Frage der ‚Verfilmung von Literatur‘. (…) Paul Leni hat, als ihn der Schillersche Fiesko-Stoff zu einem Film reizte, einen anderen Weg gewählt: den Weg, den ihn seine Herkunft als Maler, sein Gefühl als bildender Künstler zwangsläufig wies: den richtigen, einzigen Weg zum Kunstfilm. Er hat einen neuen ‚Fiesco‘ geschaffen, einen Fiesco, der Bildfolge – nichts als Bildfolge ist, und dessen Sprache der Rhythmus von Linien, von Lichtern und Schatten, von weichen und harten Tönen ist. Das ist die Sprache des Films, die mit der Macht des Kunstwerks an Herzen und Sinne rührt. So ist auch die Aufgabe, der Darsteller hier eine andere als gemeinhin in ‚literarischen Filmen‘. Nicht durch tausend ersonnene, feine, kleine Künste der Geste und Mimik haben sie das, was endlich doch nur das Wort vermitteln kann, dem Zuschauer andeutungsweise plausibel zu machen. Hier sind sie Teile eines Bildganzen, in das Leni sie hineingemalt. Man könnte sagen: I A Fresco-Schauspielkunst. Das Verdienst der Darsteller ist darum nicht etwa geringer, sondern größer. Ihr Einfühlungsvermögen hat die beredte Stileinheit ermöglicht, die diesen Film zum geschlossenen Kunstwerk macht.“

Paimann’s Filmlisten resümierte: „Stoff, Photos (herrliche Beleuchtungseffekte), Spiel und Szenerie (großartige Massenszenen) ausgezeichnet. (Ein Schlager I. Ranges.)“